# Martin Parr
Martin Parr, né le 23 mai 1952 à Epsom, est un photographe documentaire britannique, membre de la coopérative photographique Magnum Photos depuis 1994.
Pendant toute sa carrière, il a fait un autoportrait dans chaque pays ou ville qu'il traversait. Avec lui et d'autres, la photographie vernaculaire est devenue un genre majeur de la photographie.

## Biographie

### Jeunesse et formation
Martin Parr naît en 1952 dans une petite ville de banlieue au Sud de Londres dans le Surrey. Son père, provincial du Nord, avait choisi d’installer sa famille issue de la petite bourgeoisie traditionnelle dans ce centre cosmopolite.
Vers l’âge de 13 ans, il se passionne pour la photographie, s’intéressant au travail de Bill Brandt et à l’œuvre d’Henri Cartier-Bresson qui exposent alors à Londres. Il a été initié à la photographie par son grand-père George Parr, membre de la Royal Photographic Society. Ce grand-père lui donne son premier appareil, un Kodak Retinette (en), ainsi qu'un exemplaire d’un livre publié en 1959, Instructions to Young Photographers.
Il étudie la photographie à Manchester, ville industrielle du Nord, à la Manchester Polytechnic, de 1970 à 1973. Il y passe des moments difficiles mais, finalement, ce choix de lieu de résidence lui sera favorable. Il opte en effet pour des sujets locaux éloignés du caractère séduisant et cosmopolite de la capitale.

### Débuts
Martin Parr se lance alors dans une étude de la culture prolétarienne, allant jusqu’à travailler au centre de vacances de Butlin, dans l’Est du Yorkshire.
Il se marie en juillet 1980. Sa femme Susie et lui s’installent en Irlande et, en 1982, il publie un premier ouvrage, Bad Weather, sujet qui préoccupe de façon obsessionnelle les Britanniques. Il réalise des  photographies vernaculaires sur presque rien, sur l’ennuyeux (il dira plus tard que la notion de l’ennui le fascine).

### Passage à la couleur
Toujours en 1982, il rentre en Angleterre et s’installe près de Liverpool[réf. nécessaire]. C’est aussi un tournant majeur, celui du passage à la couleur qu’il ne quittera plus.
En 1987, il déménage à Bristol où son épouse est thérapeute.
En 2004, il est commissaire des Rencontres internationales de la photographie d'Arles. Son travail y est exposé en 2009.
En juillet 2020, il démissionne de son poste de directeur artistique d'un nouveau festival photo à Bristol après avoir été critiqué et accusé de cautionner le racisme pour son association avec un livre intitulé Londres du photographe italien Gian Butturini (dans cet ouvrage, une double page met en regard une femme noire et un gorille dans un zoo), dans lequel il a rédigé une préface pour une réédition en 2017.

## Style et technique
Caractérisée par la dérision et l'ironie, l'œuvre de Martin Parr rejoint le domaine de la photographie documentaire, dont il propose une approche nouvelle. Son travail apparaît comme l'un des témoins privilégiés de la société britannique à l'époque de Margaret Thatcher. Joel Meyerowitz, William Eggleston et Stephen Shore ont une influence importante sur lui.
Il travaille sur de nombreux projets en réalisant des séries, par exemple sur le tourisme, où il montre le contraste entre l'attente et la réalité, ou encore une série sur lui-même, avec des prises sur plusieurs années, où il présente la même attitude. Il veut montrer les différentes techniques utilisées par les petites boutiques de photographie pour se faire tirer le portrait.
Martin Parr utilise un Plaubel Makina de moyen format, équipé d’un objectif grand angle (55 mm) et d’un flash auquel il a recours même par temps lumineux.
À partir de 1995, à la suite du changement d'appareil photo, ses clichés représentent des sujets en gros plan (série « Common Sense »).

## Prix et récompenses
- 2005 : Membre honoraire de la Royal Photographic Society (FRPS)
- 2006 : prix Erich-Salomon
- 2008 : médaille du centenaire de la Royal Photographic Society[5]

## Titre honorifique
- 2008 : docteur honoris causa de l'université métropolitaine de Manchester

## Œuvres
(liste non exhaustive)
- 1983-1985 : série New Brighton
- 1985 : série Point of Sale
- 1989 : série One Day Trip
- 1992: série Chew Stoke
- 1995 : série Small World, sur le tourisme international.
- Série Boring, sur la ville de Boring (Oregon, États-Unis).
- Série Common Sense
- Série Signs of the Times
- Série The Last Resort
- Série Think of England, sur l'ambiguïté de son rapport pour son pays, entre admiration et détestation.
- 2009 : série Luxury

## Expositions

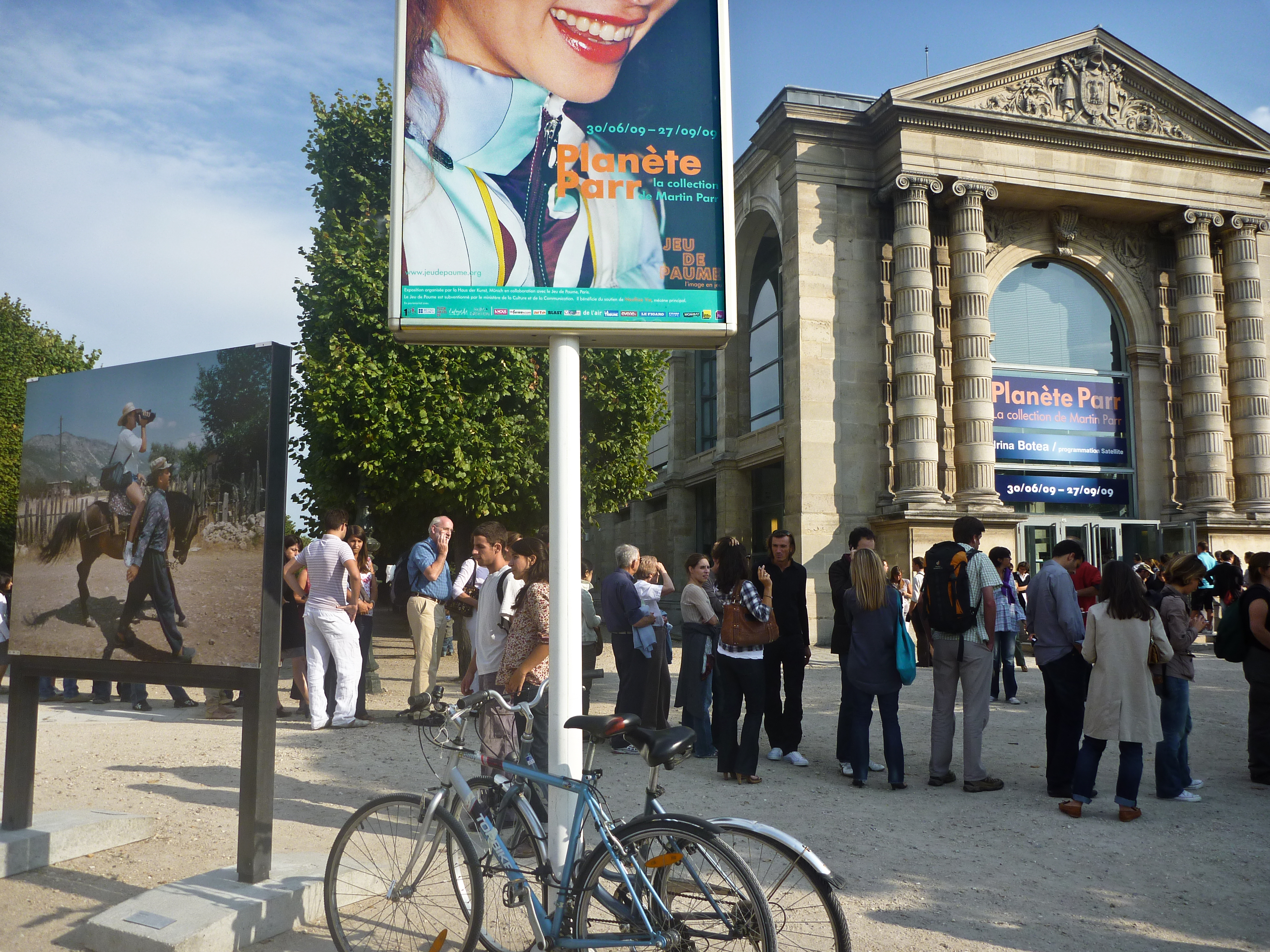
File d'attente pour l'exposition Planète Parr, Jeu de Paume, Paris, été 2009.

Martin Parr est représenté par la galerie Kamel Mennour à Paris et, depuis septembre 2022, par la Galerie Clémentine de la Féronnière.

### Expositions individuelles
- 2009 : « Planète Parr », Jeu de Paume, Paris
- 2009 : Rencontres d'Arles
- 2012 : « Life is a Beach »[7], bibliothèque municipale de Lyon
- 2014 : « Paris », Maison Européenne de la Photographie, Paris[8]
- 2014-2018 : « Only in England : Photographs by Tony-Ray Jones and Marin Parr » (exposition itinérante, Media Space, Science Museum, Londres, GB; Walker Art Gallery, Liverpool, GB; Bowes Museum, Barnard Castle, Durnham, GB; National Media Museum, Bradford, GB.
- 2015 : « Life is a Beach. Un Anglais à Nice », théâtre de la Photographie et de l'Image, Nice[9]
- 2016 : « Unseen City », Guildhall Art Gallery, Londres.
- 2017 : « Martin Parr's Dunoon », Dunoon Burgh Hall, Dunnon, Ecosse, GB.
- 2017 : « Los Inconformistas », Centro Cultural Las Condes, Santiago, Chili.
- 2017-2018 : « Souvenir - A Photographic Journey », Versicherungs Kammer Kulturstiftung, Munich, Allemagne.
- 2017 : « Oxford », Bodleian Librairies, Université d'Oxford, Oxford, GB.
- 2017 : « Martin Parr », Qvale Galleri, Oslo, Norvège.
- 2017 : « Martin Parr », The Photo Space, Ludlow, GB.
- 2017 : « Cakes & Balls », Flatz Museum, Dornbirn, Allemagne.
- 2017 : « Beach Therapy », Rocket Gallery, Gallery[10].
- 2017 : « The Ceremony of Life », The Photographers gallery, Londres, GB.
- 2017 : « Sony World Photography Awards », Somerset House, Londres, GB.
- 2018 : « Martin Parr : Return to Manchester », Manchester Art Gallery, Manchester[11].
- 2018 : « Martin Parr : Early Work 1971-1986 », Huxley-Parlour, Londres, GB.
- 2018 : « Foodographie », Beaugrenelle, Paris, France.
- 2019 : « Martin Parr : Oxford, f22 Foto Space », Hong Kong.
- 2019-2020 : « Think of Scotland », Aberdeen Art Gallery, Ecosse, GB.
- 2020 : « The Eye of Parr », Lorena Carillo Gallery, Monterey, Mexique.
- 2020 : « Small World », Synthesis Gallery, Sofia, Bulgarie.
- 2020 : « Parrathon, une rétrospective de Martin Parr », Frac Bretagne et Jardin du Thabor, Rennes. (ISBN 978-0-7148-7103-5) (ISBN 978-0-7148-7103-5)
- 2021 : « In Black & White : Martin Parr & Tony Ray-Jones », Galerie Clémentine de la Féronnière, Paris, France.
- 2022-2023 : « Henri Cartier-Bresson avec Martin Parr - Réconciliation », Fondation Henri Cartier-Bresson, Paris, France.

### Expositions collectives
- 2024 : Dans la vague, exposition inspirée par l'estampe emblématique d'Hokusaï La Grande Vague, avec des œuvres d'une vingtaine d'artistes, parmi lesquels Noémie Goudal, Harry Gruyaert, Michael Kenna, Arno Rafael Minkkinen, Sarah Moon, Martin Parr, Bernard Plossu, Campredon art & image, L'Isle-sur-la-Sorgue, du 30 mars au 6 octobre 2024

## Publications
(liste non exhaustive, il a publié environ 120 ouvrages)
- British Food, éd. Galerie du Jour Agnès b, 1995
- Flowers, éd. Galerie du Jour Agnès b, 2001
- Rencontres d'Arles 2004, catalogue du festival, éd. Actes Sud, 2004  (ISBN 978-2-7427-5221-8)
- The Photobook: A History, Vol. 1, éd. Phaidon, 2004  (ISBN 978-0-7148-4285-1) ; traduction française : Le Livre de photographies : une histoire, tome 1, éd. Phaidon  (ISBN 978-0-7148-9483-6)
- Euro Visions, catalogue de l'exposition collective à Beaubourg, 207 p., éd. Magnum/Steidl, 2005  (ISBN 978-2-84426-293-6)
- The Photobook: A History - Vol. 2, éd. Phaidon, 2006  (ISBN 978-0-7148-4433-6)
- Luxe, ed. Textuel, 2009  (ISBN 978-2-84597-348-0)
- Avec Quentin Bajac, Le Mélange des genres, éd. Textuel, 2010  (ISBN 978-2-84597-391-6)
- Martin Parr, t. 39, Reporters sans frontières (RSF) / édition illustrée, coll. « 100 photos pour la liberté de la presse », 3 mai 2012, 144 p. (ISBN 978-2362200106)[12].
- Life's a beach, éd. Xavier Barral, 2012  (ISBN 978-1597112246)
- Martin Parr, éd. Phaidon, 2014
- Autoportrait 1996-2015, Dewi Lewis Publishing, 2015
- The Last Resort, éd. André French, 2015  (ISBN 979-10-92265-35-4)
- A Taste for Mulhouse, Médiapop Éditions, 2016  (ISBN 978-2-918932-45-1)
- Des Goût, by Martin Parr, éd. Phaidon, 2016  (ISBN 978-0-7148-7103-5)
- The Martin Parr Colouring Book, éd. Aperture, 2017
- Early Works, Paris, Maison CF, 2019 (ISBN 979-1-0965-7510-7).
- Tony Ray-Jones, éd. Maison CF, 2019. Préfacé et édité par Martin Parr.
- Martin Parr & The Anonymous Project, Déjà View, éd. Textuel, 2021
- Chew Stoke, éd. Maison CF, 2022  (ISBN 979-1-096-57527-5)

## Dans la culture populaire
- Le chanteur français Vincent Delerm a écrit sur lui une chanson intitulée Martin Parr.
- En juillet 2020, Martin Parr réalise la photo de couverture du troisième album de Louane Joie de vivre[13].

### Filmographie
- Contacts, Jean-Pierre Krief, documentaire, ARTE France, 2002, 28 min
- Martin Parr, Luc Quelin, documentaire, ARTE France, 2008, 26 min
- I Am Martin Parr : le photographe so British, Lee Shulman, documentaire, Haut et Court Doc, 2024, 52 min